# Liophrurillus flavitarsis
Liophrurillus flavitarsis is een spinnensoort uit de familie van de Phrurolithidae.
De wetenschappelijke naam van de soort werd in 1846 als Drassus flavitarsis gepubliceerd door Hippolyte Lucas.